# 南薰殿
南薰殿，位于紫禁城外朝西路、武英殿西南，清朝时为安奉历代帝后及贤臣图像之所，是故宮少數至今仍保留明代原形的建築之一。

## 历史
南薰殿始建于明朝，位于武英殿西南，为一独立院落。《礼记·乐记》载：“昔者舜作五弦之琴以歌南风。”《孔子家语·辩乐》载其辞：“南风之熏兮，可以解吾民之愠兮；南风之时兮，可以阜吾民之财兮 。”南薰殿之名便由此来。
中国历代以“南薰”命名的殿、门等建筑很多。唐朝便有南薰殿。杜甫 《丹青引》：“开元之中常引见，承恩数上南薰殿 。”《长安志》载：“南内兴庆宫内正殿曰兴庆殿，前有瀛洲门，内有南薰殿，北有龙池。”南汉的开国皇帝刘龑也曾建南薰殿。《清异录》载，“刘龑僭大号，作南薰殿柱，皆通透刻镂础石，各置炉燃香，故有气无形。”《南汉春秋》载：“南汉高祖曾作南薰殿，柱皆通透刻镂。”《清闲供》载：“先主建南薰殿，柱皆镂空，各置炉燃香其中。”“镂柱香藏廿四仙，南薰殿暖袅炉烟。尧乾汤湿浑间事，赢得风流一代传。”2007年，在南京明故宫中轴线西侧、中国第二历史档案馆旁边的某基建工地上，发现一处明代宫殿区遗址，位于武英殿建筑群遗址的西南侧，由于南京明故宫是北京故宫的建筑蓝本，所以有考古专家认为这可能是南薰殿遗址。
明朝时期，上徽号、册封大典之前，阁臣率中书在南薰殿撰写金宝、金册文。明朝崇祯三年（1630年），崇祯帝命武英殿中书画历代明君贤臣图，置于文华殿、武英殿；清朝乾隆十四年（1749年），乾隆帝命重新装潢，移藏南薰殿。

## 建筑
南薰殿自成一独立院落，四周有院墙围绕。东院墙北端开门，门朝东。
南薰殿坐北朝南面阔五间，黄琉璃瓦单檐歇山顶。南薰殿内的明间、次间各设朱红漆木阁，分为五层，安奉历代帝王像。每轴画像均采用黄云缎夹套包裹，装入枬木色小匣内，按照阁的层次分别安放。南薰殿的东室安奉历代皇后像；西室置有一木柜，贮放明朝帝后册宝。南薰殿内的木构及彩画均是明朝的遗物。
南薰殿内明间有清朝乾隆帝《御制南薰殿奉藏图像记》卧碣，文中记载了南薰殿内尊藏自太昊、伏羲以下的帝王贤臣画像（卷、册、轴）121份，所绘大小人像583名，其中帝后像为黄表朱里，臣工像为朱表青里。

## 延伸阅读
- 賴毓芝：〈文化遺產的再造：乾隆皇帝對於南薰殿圖像的整理〉（页面存档备份，存于）
- 胡敬，南薰殿图像考二卷，道光二十三年（1843年）刻本
- 蒋复璁，国立故宫博物院藏清南薰殿图像考，载 蒋复璁，中华文化复兴运动与国立故宫博物院，台湾商务印书馆，1977年